# Белькофер, Сабина
Саби́на Белько́фер (нем. Sabine Belkofer, также известна как Саби́на Белько́фер-Крёнерт, нем. Sabine Belkofer-Kröhnert, Belkofer-Krehnert; род. 27 ноября 1967, Гамбург) — немецкая кёрлингистка и тренер по кёрлингу.
Участница зимних Олимпийских игр 2002 года, где женская команда Германии заняла пятое место.

## Достижения
- Чемпионат Германии по кёрлингу среди женщин: серебро (2014), бронза (1995, 1996, 2000, 2002, 2004, 2013).[2]

## Команды
| Сезон   | Четвёртый                | Третий                   | Второй                   | Первый           | Запасной Тренер                                          | Турниры                              |
| ------- | ------------------------ | ------------------------ | ------------------------ | ---------------- | -------------------------------------------------------- | ------------------------------------ |
| 1987—88 | Simone Vogel             | Kerstin Jüders           | Angelika Schaffer        | Сабина Белькофер |                                                          | ЧМЮ 1988 (9 место)                   |
| 1988—89 | Стефани Майр             | Simone Vogel             | Сабина Белькофер         | Hatti Foster     |                                                          | ЧЕ 1988 (6 место)                    |
| 1988—89 | Simone Vogel             | Кристина Халлер          | Хайке Вилендер           | Сабина Белькофер | Михаэла Грайф                                            | ЧМЮ 1989 (7 место)                   |
| 2001—02 | Натали Несслер           | Сабина Белькофер         | Хайке Вилендер           | Андреа Шток      | Карин Фишер (ЗОИ), Катя Вайссер (ЧМ) тренер: Райнер Шёпп | ЗОИ 2002 (5 место) ЧМ 2002 (9 место) |
| 2004—05 | Натали Несслер           | Андреа Шток              | Сабина Белькофер-Крёнерт | Карин Фишер      |                                                          |                                      |
| 2012—13 | Sina Frey                | Сабина Белькофер-Крёнерт | Frederike Manner         | Клаудия Беер     |                                                          | ЧГЖ 2013                             |
| 2013—14 | Сабина Белькофер-Крёнерт | Sina Frey                | Frederike Manner         | Клаудия Беер     | Майке Беер                                               | ЧГЖ 2014                             |

(скипы выделены полужирным шрифтом)

## Результаты как тренера национальных сборных
| Год  | Турнир                                        | Сборная                | Место |
| ---- | --------------------------------------------- | ---------------------- | ----- |
| 2001 | Чемпионат мира по кёрлингу среди юниоров 2001 | Германия (юниоры муж.) | 8     |